# Rhyacophila kiyosumiensis
Rhyacophila kiyosumiensis är en nattsländeart som beskrevs av Kuranishi 1990. Rhyacophila kiyosumiensis ingår i släktet Rhyacophila och familjen rovnattsländor. Inga underarter finns listade i Catalogue of Life.